# Димитрия Деметер
Димитрия Деметер е хърватски деец на илиризма и хърватското възраждане от XIX век.
Изключително образована личност за времето си, работи за Хърватския национален театър и списва в патриотичната преса. Православен. Сестра му Александра е баба на Ивана Бърлич-Мажуранич. 